# Nadschib Rihana

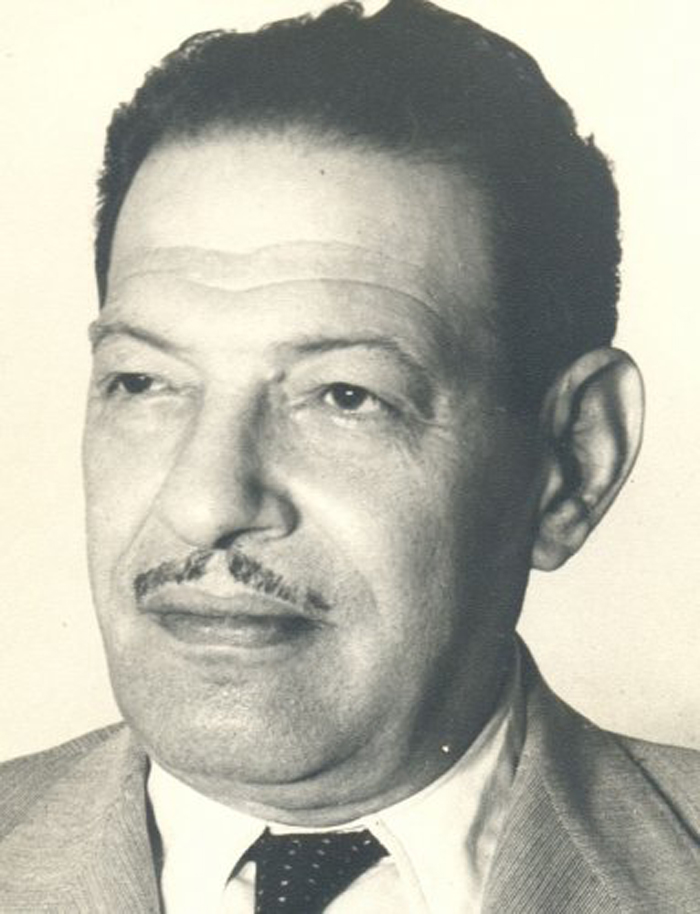
Nadschib Rihana vor 1949

Nadschib Ilyas Rihana (arabisch نجيب إلياس ريحانة, DMG Naǧīb Ilyās Rīḥāna auch bekannt als Nadschib ar-Rahani arabisch نجيب الريحاني, DMG Naǧīb ar-Rīḥānī und Kaschakisch Bih arabisch كشكش بيه, DMG Kašakiš Bīh; * 21. Januar 1889 in Bab al-Schariyya, Kairo, Osmanisches Reich; † 7. Juni 1949 in Kairo, Königreich Ägypten) war ein ägyptischer Film- und Theaterschauspieler.

## Leben
Rihana wurde als einer von drei Söhnen in einer mittelschichtlichen Familie in Kairo geboren. Sein chaldäisch-christlicher Vater mit irakischer Herkunft war Pferdehändler und arbeitete in einer Zuckerfabrik, seine Mutter war eine koptisch-ägyptische Frau aus Kairo. Er wurde in der französisch-katholischen Schule Les Frères in Kairo ausgebildet. Er war mit der syrischen Tänzerin Badia Masabni verheiratet, einer Schauspielerin und Geschäftsfrau, die sich in Kairo niederließ, nachdem sie jahrelang in den Vereinigten Staaten gelebt hatte. In Kairo gründete sie ihr berühmtes Kabarett Casino Badia. Gemeinsam mit ihr hatte ar-Rihana ein Kind, bevor sie sich 1919 von ihm trennte. Sein zweites Kind, Dschina Rihana,  gebar er durch seine neue Frau, der deutschen Lucie de Vernay.
Rihana gründete Ende der 1910er Jahre in Kairo seine eigene Theatergruppe und arbeitete mit seinem lebenslangen Freund Badai Chairi zusammen. In dieser Zeit entstanden mehrere französische Theater für die ägyptische Bühne und später für das Kino. Er gilt in Ägypten als „Vater der Komödie“.
Der vorher christliche Rihana konvertierte noch vor seinem Tod zum Islam. Er starb im Alter von 60 Jahren an Typhus, während der Dreharbeiten von seinem letzten Film Ghazal al-Banat.